# Salwa Judum
Salwa Judum (que significa "Marxa per la Pau " en el llenguatge Gondi) és un moviment anti-naxalita a Chhattisgarh, Índia, que va començar el 2005 com a moviment de resistència popular contra els naxalites, moviment d'extrema esquerra en alguns estats de l'Índia rural designat per l'estat Indi com una organització terrorista a causa de les seves activitats violentes maoistes. L'aixecament inicial dels pobles indígenes locals en Chhattisgarh, el moviment Salwa Judum més tard va rebre el suport dels dos partits de l'oposició i els partits governants. Uns anys més tard el govern de l'estat va aprovar el moviment Salwa Judum amb la finalitat de restaurar la democràcia a les regions on els naxalites s'havien establert per la força. L'estat de Chhattisgarh en anys posteriors capacità i formà un nombre d"Oficials de la Policia Especial" (SPO) d'entre les tribus, que són part de Salwa Judum. L'estat va ser testimoni d'un marcat augment en l'èxit de l'acció contra naxalites, com a resultat el 2008, els estats de Chhattisgarh i llur veí Jharkhand representaven vora el 65% del total de la violència Naxal al país. El govern de Chhattisgarh el 5 de febrer de 2009, declarà a la Cort Suprema que Salwa Judum aniria desapareixent a poc a poc a l'Estat.
Amb l'èxit antivaguista en enclavaments naxalites al sud de Chhattisgarh, les activitats dels maoistes en els districtes limítrofes d'Orissa veieren un augment en 2008, així que el febrer de 2009, el govern central va anunciar els seus plans per a la simultània, coordinada contraoperació en tots els estats afectats d'extremisme maoista - Chhattisgarh, Orissa, Andhra Pradesh, Maharashtra, Jharkhand, Bihar, UP i Bengala Occidental, per tapar totes les possibles rutes d'escapament dels naxalites.

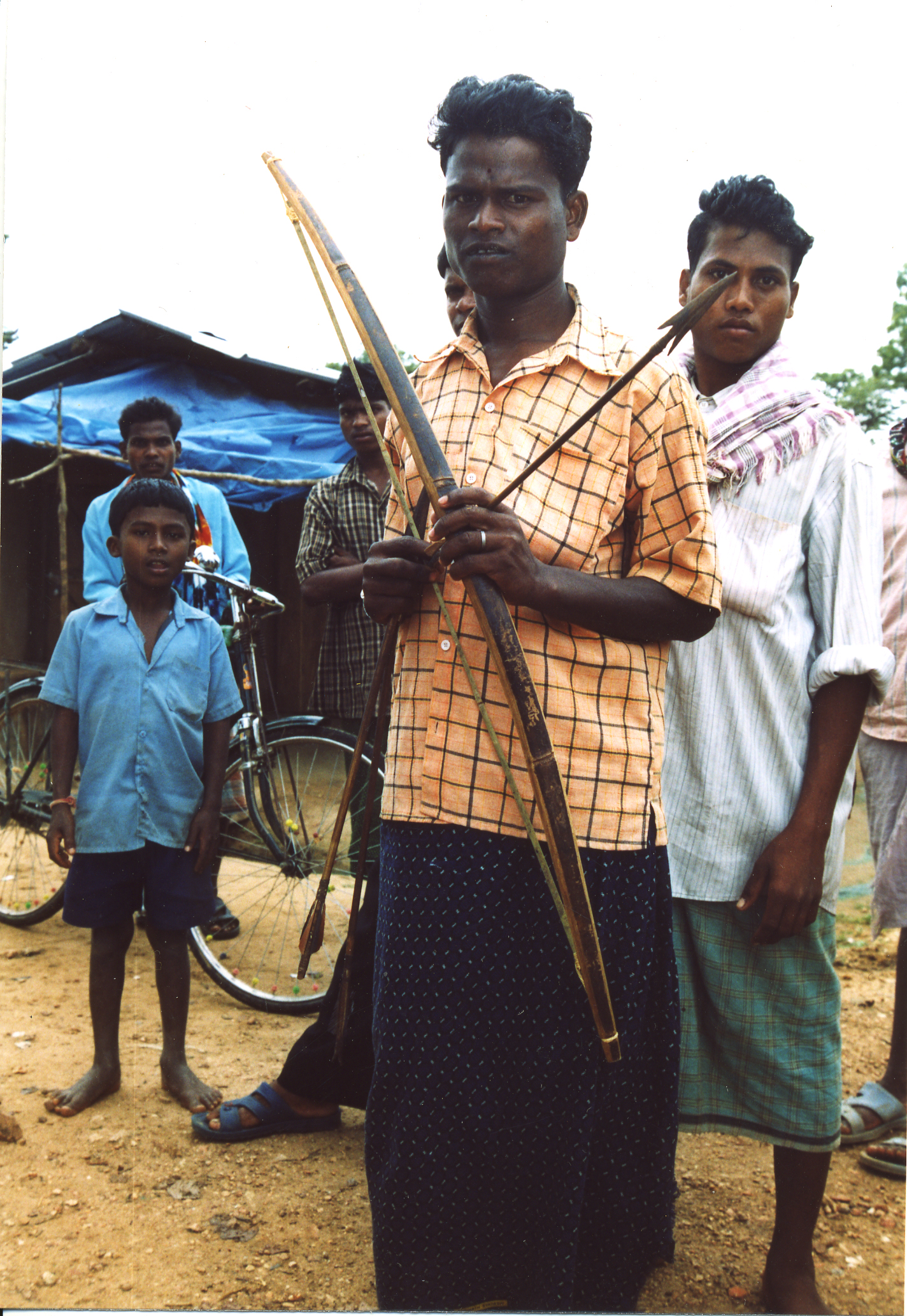
Combatents de Salwa Judum

## Història
Bastar i Dantewada, districtes de Chhattisgarh han estat tradicionalment poc poblats, rics en recursos naturals, i no obstant això, alguns dels més pobres de les regions tribals. Aquí els maoistes (naxalites) han seguit ampliant la seva base entre les tribus locals en les últimes dues dècades, ja que comptaven amb el suport popular. El primer moviment en contra dels naxalites va ser el 'Jan Jagran Abhiyan', iniciat el 1991 per Mahendra Karma. Aquest va ser promogut principalment pels comerciants i empresaris locals. Més tard es va esfondrar, i els líders van haver de buscar protecció policial per sobreviure. No obstant això, la segona vegada que l'estat havia signat els Memoràndum d'Entesa amb els grups Tata i Essar, i estava desitjós de netejar la regió de naxalites amb la finalitat que les empreses mineres operaren allà sense problemes. Aquest va ser el començament de l'ajuda policial i militar al moviment. Un líder tribal local, Mahendra Karma, un diputat del Congrés i el líder de l'oposició en l'Assemblea Legislativa de l'Estat, a la baralla com una oportunitat de convertir-se en el front polític públic que va prendre el moviment Bijapur amb base en Dantewada, Katreli i altres pobles la regió.
Segons les fonts governamentals, Salwa Judum va ser responsable de nombroses violacions i assassinats en els pobles. També van ser conduïts vilatans i tribals en campaments improvisats, on els abusos dels drets humans eren molt comuns. Salwa Judum va esdevenir cada vegada més violent i fora de control. Salwa Judum també està acusat de cremar i evacuar 644 o més pobles, de manera que 300.000 persones hagueren de fugir de casa. Com encara més la situació es va agreujar en els propers anys, els Human Rights Watch va informar atrocitats de tots dos extrems, i va informar el desplaçament a gran escala de la població civil atrapada en el conflicte entre els naxalites i activistes de Salwa Judum amb almenys 100.000 persones que es desplacen a campaments diversos al sud de Chhattisgarh o fugir a la veïna Andhra Pradesh, a principis de 2008. A mitjans de 2008 la xifra va créixer a 150.000 tribals sent desplaçats. També hi va haver informes generalitzats de violació i altres abusos a les dones pel Judum.
Des de l'inici del moviment el 2005, més de 800 persones, entre elles uns 300 agents de seguretat, han estat assassinats pels naxalites, el total SPO's sols de 98 morts - un a 2005, 29 el 2006, 66 el 2007 i 20 el 2008, quan els rebels maoistes van continuar els seus atacs, encara que ara molt més dramàtics dels anys anteriors, ara atacaven grups més petits i específicament als líders de Salwa Judum i personal de seguretat que van ser emboscats en els mercats setmanals en les zones remotes, i les armes robades, a més de cartells amenaçant els líders de Salwa Judum van continuar apareixent en els llogarets a través de Dantewada i Bijapur. No obstant això a mitjan 2008, el líder, Mahendra Karma anunciava que aviat deixaria d'existir, i al final de 2008, va veure Salwa Judum que havia controlat la vida dels pobles tribals en els campaments i els seus pobles influenciats durant gairebé tres anys, que anava perdent la seva força a la regió, el nombre de persones que vivien als campaments es va reduir de 50.000 a 13.000 i el suport públic es va reduir en gran manera. Un informe de la CNDH va publicar l'octubre de 2008, que Salwa Judum estava perdent el seu impuls d'abans. Estava restringit només als seus 23 campaments dels districtes de la Dantewada i Bijapur de Chhattisgarh

## Desenvolupament d'Oficials de la Policia Especial (SPOs)
La Policia estatal de Chhattisgarh donava feina a joves indígenes com SPOs (Special Police Officers), que són essencialment 4.000 joves, tan antics naxalites com els reclutats dels camps de Salwa Judum a la regió de Bastar, als quals es pagava un honorari de 1.500 rupies al mes per part del govern de l'Estat, van ser capacitats per l'ús majoritàriament de fusells .303. Al febrer de 2009, la Cort Suprema de l'Índia va declarar aquest armament de civils il·legal.
El 2008, hi havia 23 camps de Salwa Judum en els districtes de la regió de Bastar, Bijapur i Dantewara, on gairebé 50.000 originaris de més de 600 llogarets s'havien establert. El govern llavors va desacreditar el moviment Salwa Judum. El ministre de l'Interior de la Unió, P. Chidambaram, ha elogiat el paper dels agents de la policia especial (SPOs) en la lluita contra Naxalites i va demanar-ne l'allistament "sempre que sigui necessari.", mentre que el Ministre Principal de Chhattisgarh, Raman Singh ha declarat que "Salwa Judum és la resposta a desfer-se de l'amenaça Naxal en l'estat ...".

## Controvèrsia

### Els nens soldats
Hi ha hagut nombrosos informes que Salwa Judum havia reclutat a menors per a les seves forces armades. Una enquesta primària avaluats pel Fòrum per a la Determinació dels Fets i la Documentació de la Defensa (FFDA) va determinar que més de 12.000 menors d'edat estaven sent utilitzats per Salwa Judum al districte sud de Dantewada i que el Govern de Chhattisgarh havia "oficialment contractat 4.200 oficials de policia especial (OEP), molts d'ells fàcilment identificables com a menors d'edat " El Centre Asiàtic per als Drets Humans (ACHR) també van trobar que el Salwa Judum havien participat en el reclutament de nens soldats Conclusions de contractació similars van ser reportats també en la Coalició per Acabar amb la Utilització de Nens Soldats al document: "Nens soldats, Informe Mundial 2008 - Índia".

### Violació dels drets humans
Algunes organitzacions de drets humans com ara la Unió Popular per les Llibertats Civils ha suscitat denúncies que Salwa Judum és una organització que té el suport del govern, amb el suport del govern de Chhattisgarh, però una conclusió d'un grup de treball de la Comissió Nacional de Drets Humans de l'Índia (NHRC), nomenat per la Cort Suprema de l'Índia van trobar que Salwa Judum va ser una "reacció espontània de les tribus per defensar-se contra el " regne de terror desencadenat pels naxalites. "L'informe també diu que, 15 anys després de Jagran Abhiyan, un intent anterior per fer front als naxalites, "les tribus locals, una vegada més va reunir el coratge per fer front als naxalites, que només va a demostrar el seu sentit de la desesperació". També es va explicar que les acusacions contra Salwa Judum eren distorsions de la veritat per algunes organitzacions de drets humans malintencionades.

### Estat patrocinador de la milícia
A l'abril de 2008, una sessió de la Cort Suprema va ordenar al Govern de l'Estat d'abstenir-se del seu presumpte suport i foment de la Salwa Judum: "És una qüestió de llei i l'ordre que no es pot donar armes a algú (un civil) i se li permeta matar a ningú .. Vostè seria un instigador de la infracció d'acord amb l'article 302 del Codi Penal de l'Índia ".
El govern de l'estat havia negat anteriorment que Salwa Judum fora un moviment patrocinat per l'Estat, més tard, va instar al mateix govern de l'estat per assumir les mesures correctives suggerides en l'informe NHRC anterior La Comissió de Drets Humans va afirmar que les forces de seguretat van col·laborar amb Salwa Judum en la seva lluita contra els maoistes.
El desembre de 2008, en resposta a una petició presentada davant la Cort Suprema, el govern de l'estat va reconèixer que Salwa Judum i les forces de seguretat havien cremat les cases i els béns saquejats, però les acusacions contra Salwa Judum d'assassinats no van ser trobades certes per la Comissió Nacional de Drets Humans.

### Efectes
Encoratjats pels resultats altament positius del moviment a la regió, el govern es plantejà promoure un moviment popular a la insurrecció a l'estat de Manipur en línies similars. El 2006, Karnataka plantejà una força semblant que feren servir joves per lluitar contra les tribus Naxal en l'estat, tal com va fer Andhra Pradesh abans. Jharkhand és un altre estat que ha estat utilitzant amb èxit SPOs per fer front als terroristes d'esquerra.
No obstant això, Salwa Judum sembla haver estat abandonada a l'estat de Chhattisgarh, amb el ministre en cap Raman Singh, que descriu el moviment com a "llast", perquè era contraproduent i "assassinat de persones innocents" Singh, però, va dir que una "campanya pacífica "per apartar als locals dels maoistes hauria de continuar.

### Il·legalització
El 5 de juliol de 2011, el Tribunal Suprem de l'Índia, en un cas presentat per la sociòloga i activista Nandini Sundar i d'altres, va declarar la milícia il·legal i inconstitucional i va ordenar la seva dissolució. El tribunal va ordenar al govern de Chhattisgarh que recuperés totes les seves armes de foc, municions i accessoris. L'ús de Salwa Judum per part del govern per a operacions anti-Naxal va ser criticat per les seves violacions dels drets humans i els joves mal formats que actuen en rols contrainsurgents. El tribunal també va ordenar al govern que investigui tots els casos de presumptes activitats delictives de Salwa Judum.